# Hjorttjärnen, Västmanland
Hjorttjärnen är en sjö i Ljusnarsbergs kommun i Västmanland och ingår i Norrströms huvudavrinningsområde.